# Hańczarów
Hańczarów (ukr. Гончарів) – wieś na Ukrainie w rejonie tłumackim obwodu iwanofrankiwskiego.
25 maja 1950 do Hańczarowa włączono wieś Bałahorówka (ukr. Балагорівська).